# Herbert T. Perrin

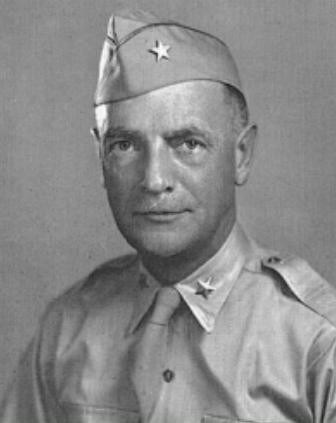
Herbert T. Perrin

Herbert Towle Perrin (* 8. September 1893 in Platteville, Wisconsin; † 9. Juni 1962 in Mount Vernon, Ohio) war ein Brigadegeneral der United States Army. Er war unter anderem Kommandeur der 106. Infanteriedivision.
Perrin studierte bis 1917 an der Princeton University und gelangte im gleichen Jahr in das Offizierskorps des US-Heeres, wo er der Infanterie zugeteilt wurde. In der Armee durchlief er anschließend alle Offiziersränge vom Leutnant bis zum Brigadegeneral.
In den 1920er und 1930er Jahren absolvierte er den für Offiziere in den entsprechenden Rangstufen üblichen Dienst in unterschiedlichen Einheiten und Standorten. Dazu gehörten auch Aufgaben als Stabsoffizier in verschiedenen Hauptquartieren. Über eine Verwendung während des Ersten Weltkriegs geben die Quellen keinen Aufschluss. Anfang der 1930er Jahre absolvierte er das Command and General Staff College in Fort Leavenworth in Kansas.
Nach dem amerikanischen Eintritt in den Zweiten Weltkrieg wurde er Stabschef der 76. Infanteriedivision, die im Juni 1942 in Fort George G. Meade in Maryland reaktiviert wurde und unter dem Kommando von William R. Schmidt stand. Perrin verblieb bis 1943 bei dieser Division, die damals noch nicht im Krieg eingesetzt war. Stattdessen wurde sie in den Vereinigten Staaten auf einen solchen Einsatz vorbereitet. Anschließend wurde Perrin zum Stab der 106. Infanteriedivision versetzt, wo er unter dem Kommando von Alan W. Jones dessen Stellvertreter und damit stellvertretender Divisionskommandeur wurde. Diese Division verblieb zunächst ebenfalls zu Ausbildungszwecken in den Vereinigten Staaten. Anfang Dezember 1944 gelangte sie nach Frankreich, wo sie an den dortigen Kämpfen teilnahm, wozu auch die Abwehr der deutschen Ardennenoffensive gehörte. Die Division erlitt dabei schwere Verluste, wobei zwei Regimenter mit 7000 Soldaten vor den Deutschen kapitulierten und in Gefangenschaft gerieten. Der Kommandeur Alan Jones sollte daraufhin seines Kommandos enthoben werden. Er erlitt aber, ehe es dazu kam, einen Herzanfall und musste sein Kommando daher am 22. Dezember 1944 aus gesundheitlichen Gründen an Herbert Perrin abtreten. Dieser übernahm das Amt als kommissarischer Kommandeur der 106. Infanteriedivision und behielt es bis zum 8. Februar 1945. In dieser Zeit stieß die Division von Belgien kommend weiter nach Deutschland vor. Nach dem Ende seiner Zeit als kommissarischer Divisionskommandeur übte er wieder das Amt des stellvertretenden Kommandeurs bis zur Auflösung der Division aus.
Nach einer anderen Verwendung ging er Ende September 1946 in den Ruhestand. Er starb am 9. Juni 1962 in einem Krankenhaus in Mount Vernon in Ohio an den Folgen eines Schlaganfalls und wurde auf dem Nationalfriedhof Arlington beigesetzt.

## Orden und Auszeichnungen
Herbert Perrin erhielt im Lauf seiner militärischen Laufbahn unter anderem folgende Auszeichnungen:
- Distinguished Service Cross
- Legion of Merit
- World War I Victory Medal
- American Defense Service Medal
- American Campaign Medal
- European-African-Middle Eastern Campaign Medal
- World War II Victory Medal
- Army of Occupation Medal
- Orden der Ehrenlegion (Frankreich)
- Kriegskreuz (Frankreich)